# ۳۵۰ (میلادی)
۳۵۰ (میلادی) سیصد و پنجاهمین سال تقویم میلادی است.

## رویدادها
- نبرد شاپور دوم با هون‌ها

## درگذشتگان
- ژانویه - کنستانس یکم، امپراتور روم

‎